# Kara Lang
Pour les articles homonymes, voir Lang.
Kara Lang, née le 22 octobre 1986, est une joueuse internationale de soccer canadienne.

## Biographie
Elle participe à deux Coupe du monde des moins de 19 ans, en 2002 puis en 2004. Elle atteint la finale de cette compétition en 2002, en étant battue par les États-Unis. Elle inscrit quatre buts lors des mondiaux des moins de 19 ans.
Elle représente ensuite son pays lors de deux Coupes du monde, tout d'abord en 2003, où son équipe de classe quatrième, puis en 2007, où elle atteint les quarts de finale. Elle inscrit deux buts en Coupe du monde.
Elle remporte le Championnat féminin de la CONCACAF 2010. Elle est également finaliste de la Gold Cup féminine 2002. 
Elle participe également aux Jeux olympiques d'été de 2008 en Chine, inscrivant un but et atteignant le stade des quarts de finale. Elle dispute aussi les Jeux panaméricains de 2007, où le Canada remporte une médaille de bronze. 
Elle est la plus jeune femme à faire partie de l'équipe nationale de soccer du Canada. En effet, elle fait ses débuts au sein de l'équipe nationale à l'âge de 15 ans le 1er mars 2002, lors de l'Algarve Cup au Portugal.
En club, elle joue en faveur des Whitecaps de Vancouver et des Blues de Pali. Elle se retire du soccer le 5 janvier 2011, à l'âge de 24 ans, à cause de blessures récurrentes. Elle est introduite au Temple de la renommée du soccer du Canada (en) en novembre 2015.

## Palmarès
- Finaliste de la Coupe du monde des moins de 19 ans 2002
- Vainqueur du Championnat féminin de la CONCACAF 2010
- Finaliste de la Gold Cup féminine 2002
- Médaille de bronze aux Jeux panaméricains de 2007